# Гильом V (граф Невера)
Гильом V (фр. Guillaume V de Nevers; ок. 1168 — 17 октября 1181), граф Невера, Осера и Тоннера с 1175, сын Ги, графа Осера, Невера и Тоннера, и Мод Бургундской, внучки Гуго II, герцога Бургундии, представитель Неверского дома.

## Биография
Когда умер отец Гильома V, Ги, он был ещё ребёнком, в результате чего графства Невер, Осер и Тоннер оказались под управлением Мод Бургундской, вдовы Ги. Уже в 1176 году мать Гильома вышла замуж за Пьера, сына графа Фландрии Тьерри I. Тот также был регентом в графствах до смерти Гильома.
Гильом умер в 1181 году, так и не достигнув совершеннолетия. Он не был женат и не имел детей. Претензии на графства предъявил дядя Гильома, Рено, однако графиней была признана Агнес, старшая сестра Гильома. В 1184 году она вышла замуж Пьера II де Куртене, который после её смерти в 1193 году унаследовал все три графства.